# Claude Sigaud
Claude Sigaud, né à Charentay (Rhône) le 2 mai 1862 et mort le 2 avril 1921 à Saint-Genis-Laval (Rhône), est un médecin clinicien français considéré comme précurseur de la morphopsychologie.

## Biographie

### Jeunesse
Claude Sigaud est né à Bonège, lieu-dit dans la commune de Charentay en 1862, au cœur du Beaujolais. Son père est vigneron.  Sur l'insistance de l'abbé Fetel, qui voulait en faire un prêtre, Sigaud entre au collège de Thoissey en 1874. Le 12 août 1881 il est reçu bachelier ès-lettres et trois mois plus tard décroche aussi la spécialité ès-sciences.

### Études et début de carrière
Il intègre ainsi la faculté de Médecine de Lyon, passe l'externat en 1884 et un an plus tard finit 3e du concours de l'internat.
Le 20 décembre 1889, il soutient sa thèse intitulée "De l'échomatisme. Essai de pathogénie psycho-physiologique. Zoandrie, Échokinésie, Écholalie."
, dans laquelle à partir d'une observation personnelle longuement décrite d'une malade, il s'interroge sur l'origine des troubles présentés par des patients qui, à la suite d'un traumatisme psychique, répètent inlassablement des comportements, des expressions, des attitudes et qu'il désigne après Pierre Marie par "échomatisme" qu'il faut rapprocher de l'échokinésie de Charcot. Dans sa thèse, Sigaud, s'appuyant sur les travaux d'Ivan Mikhaïlovitch Setchenoff (1829-1905) sur les actions réflexes du cerveau, s'attache à montrer que l'échomatisme est une fonction cérébrale automatique qu'il compare à un réflexe moteur, préfigurant ainsi la découverte des motoneurones et de la fonction de décodage de l'intentionnalité qu'ils permettent. Il donne une explication psychophysiologique à ces phénomènes d'imitation automatique alors qu'il semble ne pas avoir eu connaissance des articles fondateurs de Gilles de la Tourette parus en 1884 et 1885 relatifs à une "affection nerveuse caractérisée par l’incoordination motrice, accompagnée d’écholalie et de coprolalie", qui allaient donner corps au syndrome de Gilles de la Tourette.
Il devient ensuite chef de clinique du professeur Lépine. Il tente quelques concours hospitaliers et décide de se consacrer à la pratique de « médecine de clientèle ». 

### Travaux personnels et morphopsychologie
En 1900, il décrit dans un traité clinique de la Digestion un procédé d'«Exploration externe du tube digestif», « par l'inspection, la palpation et la percussion de l'abdomen ».Il fait partie de l'école de Biotypologie française, de morphopsychologie ou «morphologie humaine» comme l'a dénommé Claude Sigaud. Selon sa doctrine, chaque "appareil humain" est relié à son milieu ambiant externe : l'appareil respiratoire à l'air ambiant, l'appareil digestif à l'environnement alimentaire, l'appareil musculaire à l'environnement physique et l'appareil cérébral à l'environnement social,,.
Par la suite, il en détermine quatre types morphopsychologiques : musculaire, respiratoire, digestif et cérébral,. Chacun de ces types correspond à donc selon sa doctrine à un appareil humain en contact avec son milieu extérieur. Pour lui, l'être humain revêt « une forme extérieure qui correspond » à l'un de ces types,. Claude Sigaud en détermine aussi quatre types humains appelés types francs : normal, sain, esthétiquement beau et le caractère prédominant d'un appareil déterminant. Il ne tient pas compte de l’anthropométrie ou de la physiologie pour faire la différence entre les types francs harmonieux et leurs opposés.
Considéré comme un des acteurs important du courant de la morphopsychologie, il a édicté des «lois de dilatation/rétractation» selon lesquelles un organisme vivant en dilatation aurait tendance à prendre l'espace disponible dans un environnement sécurisant et en rétraction aurait tendance à se rétracter lorsque les conditions sont moins favorables.

### Famille
Claude Sigaud a épousé Marie Rose Thérèse Auguste Caire (1864-1958) le 11 août 1890. Elle était la sœur de César Caire, et ils ont eu quatre filles. La seconde fille, Yvonne Sigaud (1897-1979) a épousé Léon Bertholon et leur second enfant Jacques Bertholon (1925-2014) a soutenu en 1956 sa thèse de doctorat de médecine consacrée à une relecture distanciée de l'œuvre de son grand-père, 35 ans après sa mort.

## Publications
- Claude Sigaud - Traité clinique de la Digestion (Tome I en 1900, Tome II en 1908)[5].
- Claude Sigaud, Léon Vincent - Les origines de la maladie. méthode d'observation clinique 1906 (Ed. A. Maloine)
- Claude Sigaud - La forme humaine 1914[8]